# John Millen
John Charles Millen (Toronto, 18 de outubro de 1960) é um velejador canadense, medalhista olímpico. Ele competiu nos Jogos Olímpicos de Verão de 1988 na classe Flying Dutchman e conquistou a medalha de bronze, ao lado de Frank McLaughlin.
Millen venceu o Campeonato Mundial Internacional da classe 14 em 1981 com McLaughlin. Ele fez parte da seleção canadense na Copa América de 1983 e 1986, navegando primeiro pelo Canada I e depois pelo Canada II. Ele também fez parte da equipe canadense no Challenger e Defensor da Copa do Canadá em 2001, 2003, 2021 e 2022.
Millen tripulou no iate Daring do Royal Canadian Yacht Club Swan 42, que venceu as Copas Invitational do New York Yacht Club de 2011 e 2013 e o Campeonato Nacional Swan 42 de 2013. Ele foi introduzido no Canadian Sailing Hall of Fame em 2022.